# Miquel Seguró Mendlewicz
Miquel Seguró Mendlewicz   (Argel, 5 de junio de 1979)  es un filósofo, ensayista  y profesor de universidad español. Doctor con mención europea en filosofía, compagina la docencia con la investigación y la edición científica. Es director de la colección Pensamiento Herder y de la revista Argumenta Philosophica.Es colaborador habitual de diversos medios de comunicación.Es nieto de Sofía Puche Lloré.

## Biografía
Tras cursar  BUP y  COU en Escoles Gravi, empezó a estudiar Economía en la Universidad Autónoma de Barcelona, licenciatura que abandonó en su primer curso. Inmeditamente después comenzó los estudios de Licenciatura en Humanidades en la Universidad Pompeu Fabra, que concluyó en 2003.Se doctoró en Filosofía en la Universidad Ramon Llull (2010), con una tesis sobre "El cerco trascendental de la metafísica", donde estudia los límites de la metafísica neotomista a la luz de la filosofía kantiana. Esta investigación fue convertida en libro, publicado con el título "Los confines de la razón" (2013). 
Ha realizado estancias en varias universidades europeas (Roma, París y Freiburg im Breisgau), tanto predoctorales como postdoctorales
Ha sido coordinador de investigación de la Cátedra Ethos de la Universidad Ramon Llull, profesor de Bioética en las Escoles Gimbernat (adscrita UAB), profesor colaborador de materias de filosofía en la Universidad Abierta de Cataluña y profesor de máster en  Blanquerna-Universidad Ramon Llull. 
Ha sido miembro del Grupo de Investigación PSITIC, de la Universidad Ramon Llull. Es miembro del Grupo de Investigación MEDUSA, de la Universidad Abierta de Cataluña.

## Obra
En su obra reivindica la metafísica no como sistema de verdades atemporales, sino como la interacción en el tiempo del pensamiento que aspira a la identidad, pero se reconoce habitante de la diferencia. Sus dos primeros libros son académicos y en ellos analiza la analogía y la metáfora desde esta perspectiva de dinámica metafísica. 

### La vida también se piensa
La vida también se piensa es el título de su libro divulgativo más conocido, donde realiza un recorrido personal por la historia de las ideas y de las tradiciones filosóficas que vincula la reflexión filosófica con la vida del día a día. El libro explora varios tópicos contra-filosóficos como punto de partida para la reflexión vital. En él rehúye la autoayuda y la perspectiva de la filosofía como un antídoto para las complejidades de la vida cotidiana, pero considera imprescindible que la filosofía conecte con la realidad que le da sentido, la cotidianidad, una experiencia siempre abierta y sensible a la alteridad. El libro ha sido traducido al italiano.
También ha coeditado tres libros: Hartos de corrupción, ¿Dónde vas Europa? (con Daniel Innerarity), y En clau de procés, con Gemma Ubasart.

### Vulnerabilidad
Su última obra es Vulnerabilidad (2021, traducida próximamente al inglés en 2024). Seguró propone en este libro pensar la vulnerabilidad como condición transversal de toda experiencia humana, de manera que tanto lo agradable como lo desagradable de la experiencia vital se explican por la vulnerabilidad constitutiva del ser humano. Según Seguró, vulnerabilidad es afectabilidad, y eso significa que la estructura fundamental de la experiencia humana se explica por su reflexividad, relatividad y reciprocidad, que se abren a la alteridad y que siempre son conscientes de su fragilidad compartida. Seguró explora como esta noción tiene que ver directamente con el conocimiento, la ética, la política y también la pregunta metafísica.
Una de las particularidades del libro es que Seguró se apoya en la figura de René Descartes como punto de partida para explorar las caras de la vulnerabilidad. Como la obra y la figura de Descartes no se suelen interpretar de este modo, este punto ha comportado un debate sobre la figura de Descartes dibujada en el libro.Aun así, Seguró advierte que no busca ofrecer una nueva interpretación de Descartes, sino solamente utilizar esta perspectiva, o "interpretación personal" como punto de apoyo para el despliegue del tema central del libro.

### Medios de comunicación
Seguró ha participado en varios programas de radio y de televisión. Ha sido colaborador semanal del programa de radio Aquí amb Josep Cuní de la Cadena SER Cataluña durante tres temporadas (2018-2021), comentando la actualidad desde una perspectiva filosófica, y colaborador quincenal durante dos años en el programa de RTVE "Para todos La 2", en la sección "La vida se piensa" (2020-2022), donde ofrecía breves incursiones a temas clásicos de la filosofía. 
Ha sido y es colaborador también en prensa escrita (El País, La Vanguardia,Diari Ara o El Periódico).

### Publicaciones
- Vulnerabilidad (2021)
- En clau de procés (ed., con Gemma Ubasart ) (Herder, 2019).
- La vida también se piensa (Herder, 2018).
- ¿Dónde vas, Europa? (ed., con Daniel Innerarity ) (Herder, 2017).
- Sendas de finitud (Herder, 2015. Tercera reimpresión 2016).
- Hartos de corrupción (ed.) (Herder, 2014).
- Los confines de la razón (Herder, 2013).